# Jacques Suzanne

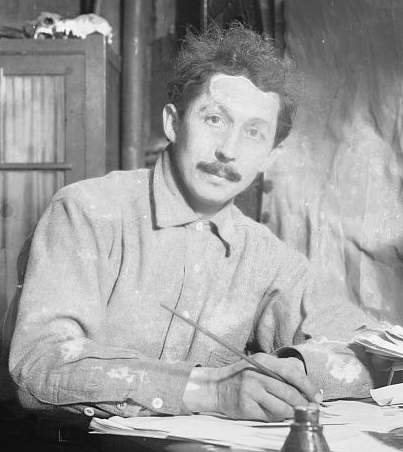
Jacques Suzanne

Albert Jacques Suzanne (* 17. April 1880 in Trouville-sur-Mer; † 1. August 1967 in Lake Placid) war ein französischer Künstler und Schauspieler.

## Leben
Jacques Suzanne studierte an der Kunsthochschule in Le Havre. Kurz darauf ging er nach Paris, um an der Académie Colarossi weiter zu studieren. Hier lernte er seine Kommilitonin Emma Juliette Isabelle DuChemin kennen und heirateten am 3. Dezember 1903. Ein Jahr darauf starb seine Frau bei der Geburt ihres gemeinsamen Kindes.
Im Jahre 1905 reiste Jacques Suzanne über Ellis Island in die Vereinigten Staaten ein und arbeitete in unterschiedlichen Berufen. Auf Grund einer Zeitungsannonce im Jahr 1908 schloss er sich der Polarexpedition von Robert Edwin Peary an.
In den 1930er Jahren lebte er zusammen mit seiner dritte Ehefrau Anne Moynihan und den vier gemeinsamen Kindern in Lake Placid. Jacques Suzanne arbeitete als Touristenführer und züchtete Huskys für Schlittenhunderennen sowie für die Filmindustrie.

## Filmographie
- 1916 Out of Snows
- 1920 The Spell des Yukon